# Rue de la Paix (Nantes)
Pour les articles homonymes, voir Rue de la Paix.
La rue de la Paix est une rue  de Nantes, en France.

## Situation et accès
Située dans le centre-ville de Nantes, la rue de la Paix, qui prolonge la rue des Carmes à partir de la place du Change, relie le cours Franklin-Roosevelt (à la jonction des allées de la Tremperie et Flesselles) à la place du Change (à la jonction des rues de la Marne et de la Barillerie). Elle rencontre, du sud au nord, les rues du Vieil-Hôpital, Belle-Image et Beauregard. La voie est rectiligne, et ouverte à la circulation automobile. Elle est bitumée jusqu'à la rue Beauregard, pavée ensuite.

## Origine du nom
Elle commémore le traité de Versailles, qui a met un terme définitif à la Première Guerre mondiale et à une paix durable...

## Historique
La poissonnerie municipale (ou « cohue au poisson frais ») a été établie sur la pointe est de l'île de la Saulzaie avant 1477 et a été reconstruite en 1618, 1783, 1807 puis 1852. On la rejoignait en traversant le « pont de la Poissonnerie » (succédant au « pont d'Aiguillon ») qui se trouvait dans le prolongement de l'actuelle rue de la Paix et permettait le franchissement de l'ancien « bras de la Bourse » (aujourd'hui remplacé par le cours Franklin-Roosevelt), et rejoindre ainsi la rue Bon-Secours.
Ce fut pendant des siècles le seul axe routier, appelé « ligne de pont », qui permettait de franchir la Loire entre le cœur de la « cité des Ducs », formé par l'actuel quartier du Bouffay, et le faubourg de Pirmil, sur la rive gauche (actuel quartier Nantes Sud). Au nord, cet axe se prolongeait rue de l'Échellerie, devenue rue des Carmes et rue Saint-Léonard, puis via le port Communeau menait à la route vers Rennes.
La poissonnerie municipale, qui se trouvait entre le Moyen Âge et le XXe siècle sur l'île de la Saulzaie (aujourd'hui île Feydeau), a donné son nom au « pont de la Poissonnerie », permettant d'accéder à cette île, et à la « rue de la Poissonnerie » dans son prolongement,.
La rue de la Poissonnerie était autrefois composée de boutiques basses et de maisons en bois. L'alignement de la rue fut recherché à partir de 1741 et se poursuivit jusqu'au XIXe siècle.
La rue a été rebaptisée le 28 juin 1919, jour de la signature du Traité de Versailles, accord de paix qui a mis un terme définitif à la Première Guerre mondiale. Ce changement de nom entre dans une vague de changements effectués après l'Armistice de 1918 pour les noms de certaines voies de Nantes (place Maréchal-Foch, boulevard des Belges, boulevard des Poilus...). 

## Bâtiments remarquables et lieux de mémoire
- Au no 12, à l'angle de la rue Beauregard, se trouve la « maison Lemaître », probablement la plus réputée des épiceries fines nantaises, fondée en 1937[4].
- Du no 13 au no 19, on trouvait la Première Maison. Ce magasin de confection ouvert par Georges Ganuchaud en 1845 fut détruit durant les bombardements de la Seconde Guerre mondiale[5].
- À l'angle de la rue de la Barillerie, se trouvait la maison dite « des Enfants Nantais » qui fut démolie en 1859 et dont une partie de ses vestiges furent transportés au musée Dobrée. La construction qui la remplaça est dotée d'un bas-relief qui représente les premiers martyrs chrétiens de la ville, Saint Donatien et son frère Saint-Rogatien (connus sous le nom d'« Enfants nantais »). Ce bas-relief servait d'enseigne à un magasin de chaussure situé au rez-de-chaussée de l'immeuble, baptisé « Aux Enfants Nantais » (activité commerciale qui est toujours présente de nos jours).
- L'immeuble à l'angle nord avec la rue Belle-Image est construit en 1843 par l'architecte Louis Chesniau. Les fenêtres des deux étages supérieurs sont obstruées dès l'origine, le système d'imposition de l'époque pénalisant le nombre d'ouvertures des immeubles[6].

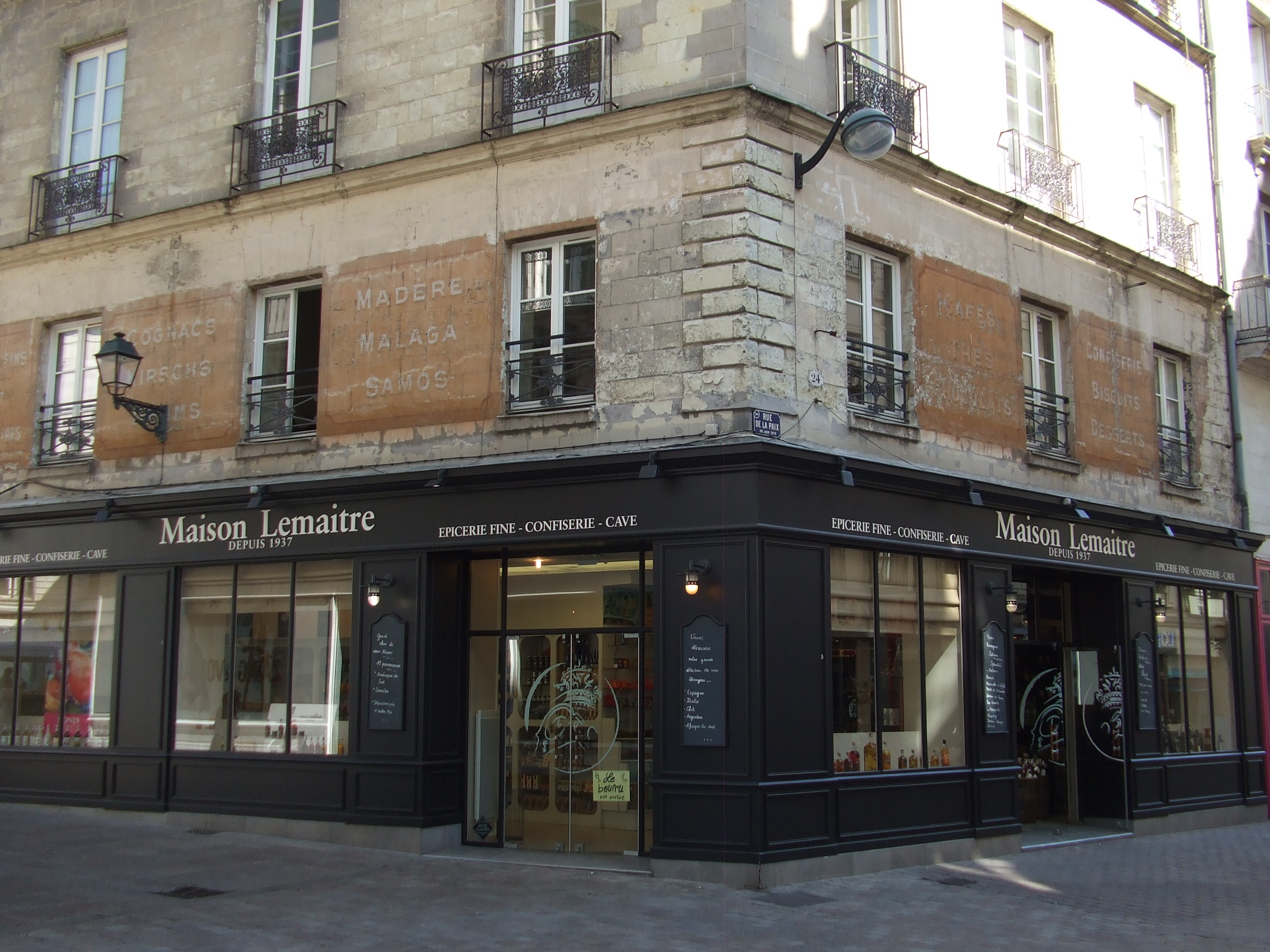
Épicerie fine Lemaitre.
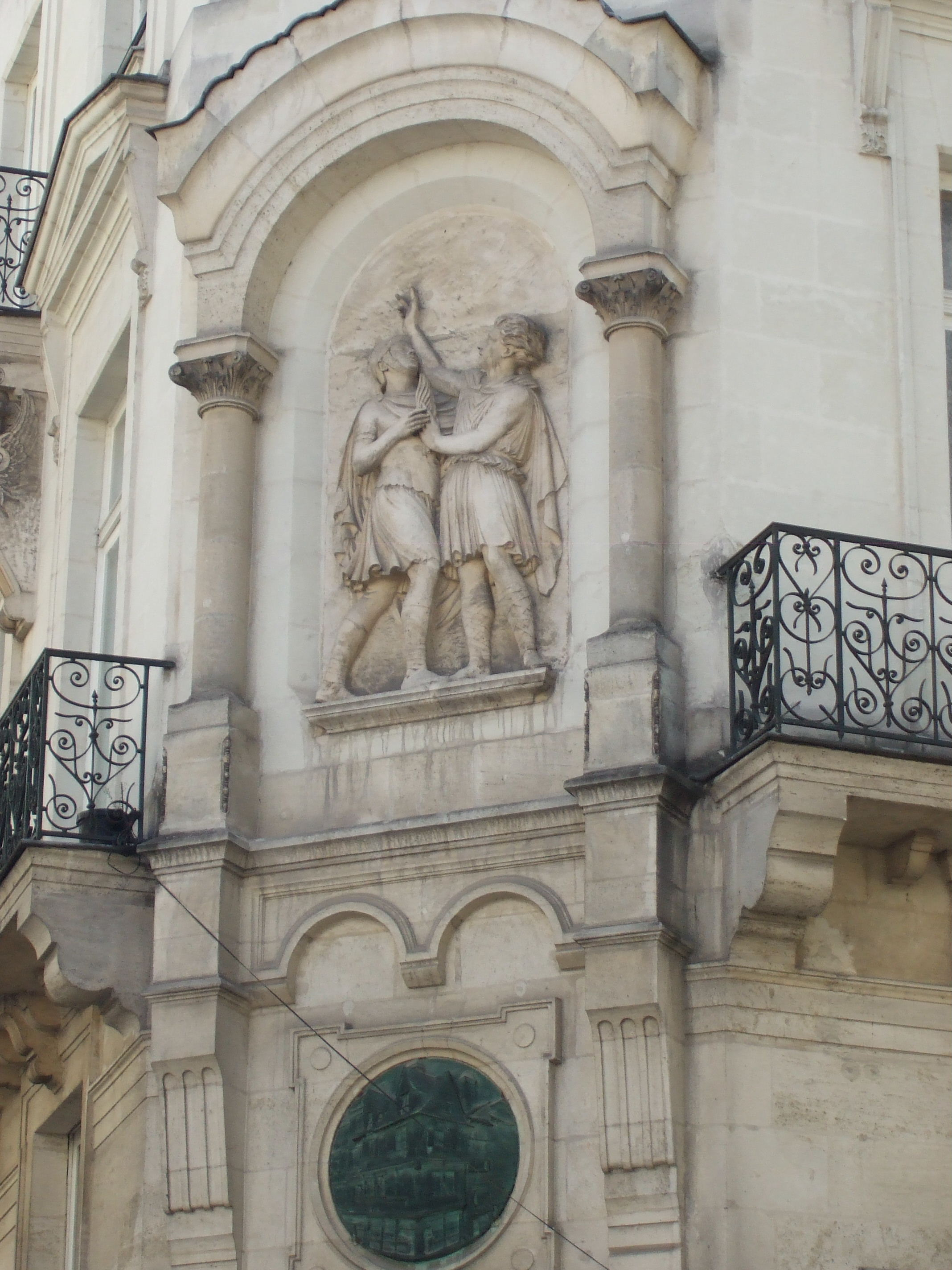
Bas-relief des « Enfants nantais » à l'angle des rues de la Paix et de la Barillerie.

| Monument | Adresse                                | Coordonnées                        | Notice         | Protection | Date | Illustration |
| -------- | -------------------------------------- | ---------------------------------- | -------------- | ---------- | ---- | ------------ |
| Immeuble | 2 rue de la Paix Allée de la Tremperie | 47° 12′ 52″ nord, 1° 33′ 15″ ouest | « PA00108726 » | Inscrit    | 1951 | Immeuble     |
| Immeuble | 2, 3 allée Flesselles rue de la Paix   | 47° 12′ 52″ nord, 1° 33′ 17″ ouest | « PA00108691 » | Inscrit    | 1945 | Immeuble     |